# Terra de Trives
La Terra de Trives (in castigliano: Tierra de Trives) è una delle 53 comarche della Galizia, con una popolazione di 5 473 abitanti; suo capoluogo è A Pobra de Trives.
Fa parte della provincia di Ourense, che è suddivisa in 12 comarche.